# ESR尼崎ディストリビューションセンター
ESR尼崎ディストリビューションセンター（イーエスアールあまがさきディストリビューションセンター、ESR尼崎DC）は、兵庫県尼崎市末広町に所在する大規模物流施設。

## 概要
マルチテナント型先進的物流施設であり、延床面積約39万㎡でアジア最大級の物流施設である。
敷地はかつてパナソニック プラズマディスプレイ第3工場・第4工場が建っていた場所である。2017年3月15日に、建物はパナソニックから、土地は関西電力から、ESRが組成するRW尼崎特定目的会社に譲渡された。ESRにより工場建物は解体され、物流施設が建設された。総投資額は900億円。
その後、2021年10月に組成された「ESRジャパン・インカム・ファンド」のシートアセットとして組み込まれている。

## 諸元
- 梁下有効高：5.5m
- 床積載荷重：1.5t/m²
- 柱ピッチ：10m×11m
- トラックバース：418台
- ダブルランプウェイ
- 荷物用エレベーター：16基
- アメニティ：1階に託児所「BARNKLÜBB」、6階にラウンジ「KLÜBB Lounge」・ショップ「KLÜBB Shop」
- 交通：阪神高速5号湾岸線 尼崎末広出入口0.7km
- 最寄り駅：阪神本線 武庫川駅約2.7km
- CASBEE Aランク

## 入居者
- アマゾンジャパン 兵庫尼崎デリバリーステーション（DS）
- サンドラッグ尼崎流通センター
- ナフコ尼崎流通センター
- サンディ尼崎流通センター
- 鈴与尼崎メディカルセンター[5][6]